# Buitengoor
Het Buitengoor is een natuurgebied van 90 ha dat zich bevindt tussen de kernen Sluis en Rauw in de gemeente Mol. Het gebied wordt beheerd door Natuurpunt en is Europees beschermd als onderdeel van Natura 2000-gebied 'Valleigebied van de Kleine Nete met brongebieden, moerassen en heiden' (BE2100026).
Het betreft een moerasgebied waarin kwel optreedt doordat het gebied van oost naar west geleidelijk lager wordt. Naast het zure kwelwater treedt ook gebiedsvreemd kalkrijk water vanuit het Kempens Kanaal in het gebied, door lek vanuit het hoger gelegen Kanaal Dessel-Kwaadmechelen dat vlak langs het Buitengoor loopt. Hierdoor is er een vegetatie ontstaan die ook kalkminnende soorten omvat.
Naast moerasgebied is ook natte heide, hooiland en gemengd bos te vinden, en in het gebied Meergoor liggen enkele vennen.
Het Buitengoor is het brongebied van de Vleminksloop, de meest zuidelijke beek in het stroomgebied van de Kleine Nete.
In 2004 werd in het gebied een natuurinrichtingsproject uitgevoerd.

## Flora
Zeldzame soorten als alpenrus, draadrus, galigaan, tweehuizige zegge, groengele zegge, dwergzegge, blauwe zegge, klein blaasjeskruid, plat blaasjeskruid, breedbladig wollegras en slank wollegras zijn er te vinden.
Verdere zeldzaamheden zijn beenbreek, moeraswolfsklauw, duizendknoopfonteinkruid, kleine zonnedauw, ronde zonnedauw, waterdrieblad, veenbes, veenpluis, sterzegge, snavelzegge, witte snavelbies, bruine snavelbies, armbloemige waterbies, moeraszoutgras, gevlekte orchis, blauwe knoop, welriekende nachtorchis en klokjesgentiaan.

## Fauna
In het gebied leven reeën, en broedt de waterral en de blauwborst. Er is een populatie van heikikkers.
Het groentje is een opvallende vlindersoort , maar ook de Kempische heidelibel en de bandheidelibel worden er aangetroffen.

## Omgeving
Het Buitengoor wordt omgeven door het Provinciaal Domein het Zilvermeer, natuurreservaat De Maat, het recreatiepark Zilverstrand, en het Kanaal Dessel-Kwaadmechelen, ten westen waarvan het natuurgebied Sluismeer ligt.

## Toerisme
Vanuit het Ecocentrum De Goren aan de hoofdweg van Postel naar Balen is een wandelpad uitgezet dat het gehele gebied bestrijkt.